# Arquidiócesis de Aix
La arquidiócesis de Aix (en latín: Archidioecesis Aquensis in Gallia y en francés: Archidiocèse d'Aix-en-Provence et Arles) es una circunscripción eclesiástica de la Iglesia católica en Francia. Se trata de una arquidiócesis latina, sufragánea de la arquidiócesis de Marsella. Desde el 5 de julio de 2022 su arzobispo es Christian Delarbre. El arzobispo desde 1822 tiene además el título de arzobispo de Arlés (en latín: Arelatensis).

## Territorio y organización

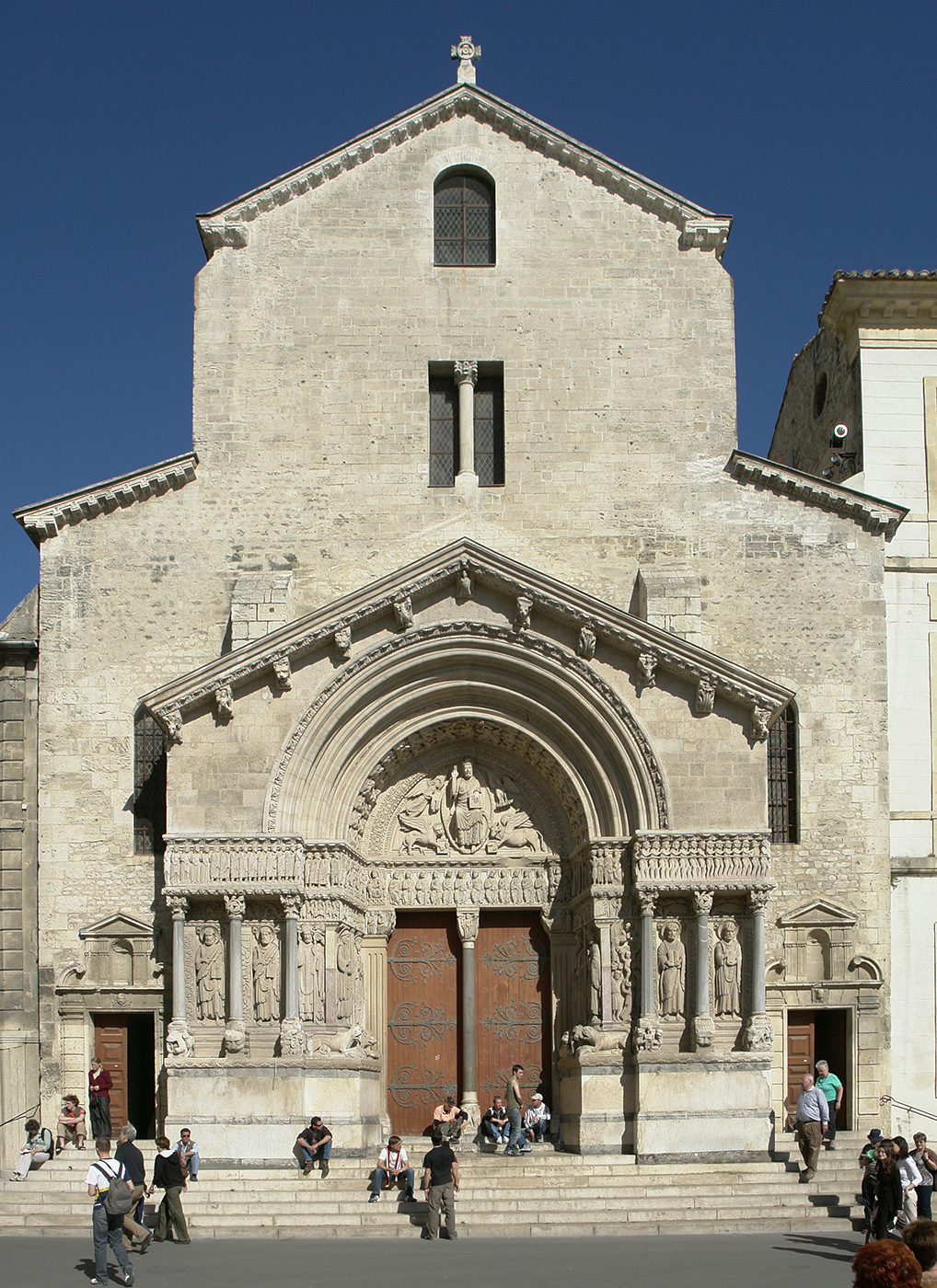
Basílica de Notre-Dame de la Garde, en Marsella

La arquidiócesis tiene 4580 km² y extiende su jurisdicción sobre los fieles católicos de rito latino residentes en el departamento de Bocas del Ródano (excepto el distrito de Marsella) en la región de Provenza-Alpes-Costa Azul. Al oeste se encuentra la diócesis de Nimes, al norte la arquidiócesis de Aviñón, al este la diócesis de Fréjus-Tolón y al sur la sede metropolitana de Marsella.

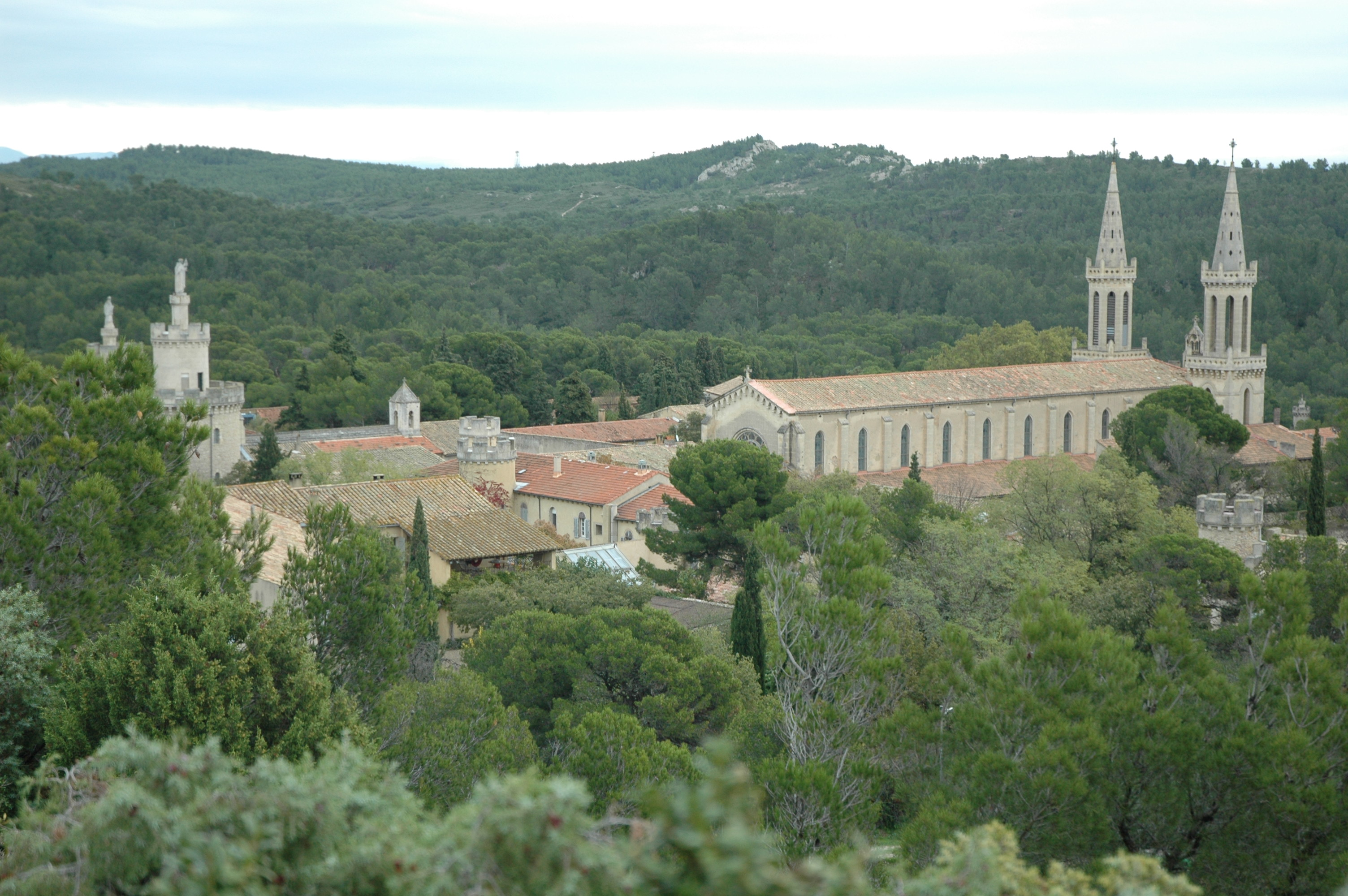
Abadía de Saint-Michel de Frigolet, en Tarascón, cuya iglesia es la basílica de la Inmaculada Concepción

La sede de la arquidiócesis se encuentra en la ciudad de Aix-en-Provence, en donde se halla la Catedral de San Salvador. En Arlés se encuentra la excatedral de San Trófimo y en Tarascón la basílica menor de la Inmaculada Concepción (abadía de Saint-Michel de Frigolet).

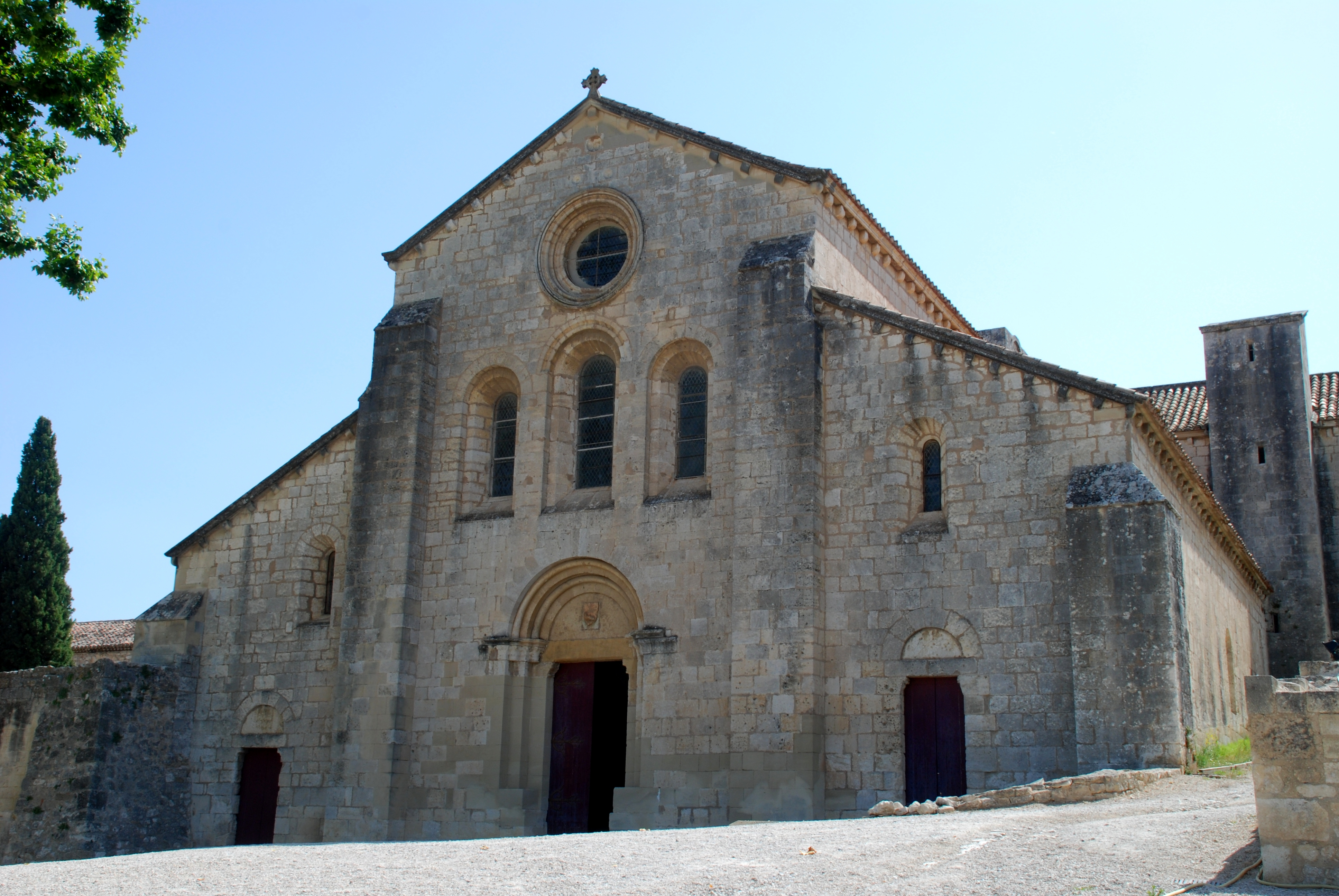
Iglesia de la abadía cisterciense de Silvacane, comuna de La Roque-d'Anthéron, fundada en el por san Bernardo de Claraval

En 2022 en la arquidiócesis existían 118 parroquias agrupadas en 8 decanatos (doyennés): Alpilles-Durance, Pays d’Arles, Salon-Val de Durance, Istres-Martigues, Vitrolles Étang de Berre, Marignane-Côte Bleue, Pays de Gardanne y Pays d’Aix.

## Historia
La tradición atribuye la evangelización de Aix y su territorio y la fundación de la diócesis a san Maximino, discípulo de Jesús, que llegó a Provenza desde Palestina y con María Magdalena fue el primero en difundir la buena nueva en Aix. Su sucesor habría sido san Sidonio, identificado por la tradición con el ciego de nacimiento, curado por Jesús según el relato del evangelista Juan (9,1-41).
El primer obispo históricamente documentado fue Lázaro, que vivió a principios del siglo V, cuyos acontecimientos se entrelazaron con los del emperador romano y usurpador Constantino III, a quien el obispo brindó su apoyo; a su muerte en 411, Lázaro se vio obligado a dimitir. A partir de la primera mitad del siglo VIII, el territorio de Aix fue devastado por los sarracenos, y su presencia en Provenza hasta el siglo X dificultó la vida cristiana; en este período la serie episcopal de Aix es muy discontinua.
En el siglo V fue elevada al rango de arquidiócesis metropolitana, pero la autoridad del metropolitano de Aix, siempre eclipsada por la autoridad primacial de Arlés, sólo fue reconocida definitivamente por el papa Adriano I en 774 y por el Concilio de Fráncfort en 794. La provincia eclesiástica correspondía a la antigua Galia Narbonense II, al este del Ródano, e incluía las diócesis de Apt, Riez, Fréjus, Gap, Sisteron y Antibes. En el siglo XII Antibes se convirtió en sufragánea de la arquidiócesis de Embrun. El resto de la provincia eclesiástica permaneció sin cambios hasta la Revolución francesa.
En el siglo XI se inició la construcción de la catedral durante el episcopado de Rostan de Fos; la parte más antigua del baptisterio data del siglo V-VI.
A partir del siglo XII los arzobispos de Aix se liberaron definitivamente del sometimiento a la Iglesia de Arlés. El obispo Pedro III recibió el palio en 1102 y en 1112 convocó por primera vez un concilio provincial donde se reunieron todos los obispos sufragáneos.
En 1409 se erigió la universidad de Aix con una bula del antipapa Alejandro V. La institución, que incluía las facultades de teología, derecho y medicina, fue confirmada por Luis II de Provenza en 1413 y nuevamente por los reyes franceses durante el siglo XVII.
Durante la Reforma protestante, el arzobispo Jean de Saint-Chamond se dejó atraer por la nueva confesión religiosa y fue excomulgado por el papa; el 25 de diciembre de 1566 anunció públicamente su dimisión en el púlpito de la catedral. Más tarde se casó y fue puesto a cargo de un regimiento hugonote. Sin embargo, la ciudad y la arquidiócesis permanecieron fieles al catolicismo, sobre todo gracias a la iniciativa del arzobispo Gilbert Génébrard.
Girolamo Grimaldi-Cavalleroni fue el responsable de la creación del seminario en el siglo XVII, después de que los intentos anteriores fracasaran.
Antes de la Revolución francesa la arquidiócesis incluía 84 parroquias, agrupadas en 8 decanatos: Aix, Brignoles, Trets, Rians, Lambesc, Pertuis, Cadenet y Reillanne.
A raíz del concordato, con la bula Qui Christi Domini del papa Pío VII del 29 de noviembre de 1801 incorporó los territorios de la arquidiócesis de Arlés y de las diócesis de Fréjus, Grasse, Marsella, Riez (en parte), Tolón y Vence que fueron suprimidas. La nueva provincia eclesiástica incluía las diócesis de Aviñón, Digne, Niza y Ajaccio.
El 10 de julio de 1817 se restableció la arquidiócesis de Arlés, pero el 6 de octubre de 1822 se confirmó definitivamente su supresión e incorporación a la arquidiócesis de Aix. El mismo 6 de octubre se restablecieron las diócesis de Marsella y Fréjus, con territorio obtenido de la de Aix, mediante la bula Paternae charitatis del papa Pío VII. Desde entonces, el arzobispo de Aix puede asumir también del título de obispo de Arlés. Tras los cambios de 1801 y 1822, la nueva provincia eclesiástica incluía las diócesis de Fréjus, Digne, Gap, Marsella y Ajaccio; Niza fue añadida en 1860, mientras que Marsella se convirtió en arquidiócesis en 1948. De 1838 a 1866 la diócesis de Argel formó parte también de la provincia eclesiástica de Aix.
El 8 de diciembre de 2002, con la reorganización de los distritos diocesanos franceses, Aix perdió el rango de sede metropolitana, manteniendo el título de arzobispado, y pasó a formar parte de la provincia eclesiástica de Marsella.
La arquidiócesis de Aix, a lo largo de su larga historia, ha dado a la Iglesia once cardenales elegidos entre sus arzobispos y otros siete elegidos entre los canónigos del cabildo catedralicio.
El arzobispo Christophe Dufour, fue nombrado por el papa Benedicto XVI el 29 de marzo de 2010.

## Estadísticas
Según el Anuario Pontificio 2023 la arquidiócesis tenía a fines de 2022 un total de 677 000 fieles bautizados.
| Año                                                                             | Población | Población | Población      | Sacerdotes | Sacerdotes | Sacerdotes | Católicos por sacerdote | Diáconos permanentes | Religiosos | Religiosos | Parroquias y cuasiparroquias |
| Año                                                                             | Católicos | Total     | % de católicos | Total      | Diocesanos | Regulares  | Católicos por sacerdote | Diáconos permanentes | Masculinos | Femeninos  | Parroquias y cuasiparroquias |
| ------------------------------------------------------------------------------- | --------- | --------- | -------------- | ---------- | ---------- | ---------- | ----------------------- | -------------------- | ---------- | ---------- | ---------------------------- |
| 1948                                                                            | 258 000   | 288 000   | 89.6           | 214        | 184        | 30         | 1205                    |                      | 41         | 572        | 130                          |
| 1959                                                                            | 280 000   | 315 000   | 88.9           | 246        | 211        | 35         | 1138                    |                      | 69         | 530        | 131                          |
| 1969                                                                            | ?         | 479 272   | ?              | 285        | 221        | 64         | ?                       | 1                    | 104        | 548        | 101                          |
| 1980                                                                            | 474 500   | 601 000   | 79.0           | 287        | 202        | 85         | 1653                    | 1                    | 109        | 567        | 124                          |
| 1990                                                                            | 592 000   | 735 000   | 80.5           | 242        | 178        | 64         | 2446                    | 6                    | 96         | 520        | 124                          |
| 1999                                                                            | 637 000   | 793 383   | 80.3           | 213        | 157        | 56         | 2990                    | 10                   | 70         | 364        | 128                          |
| 2000                                                                            | 668 000   | 832 600   | 80.2           | 211        | 151        | 60         | 3165                    | 10                   | 119        | 360        | 128                          |
| 2001                                                                            | 688 000   | 857 071   | 80.3           | 221        | 163        | 58         | 3113                    | 14                   | 79         | 360        | 112                          |
| 2002                                                                            | 688 000   | 857 071   | 80.3           | 202        | 143        | 59         | 3405                    | 14                   | 76         | 360        | 122                          |
| 2003                                                                            | 688 000   | 857 071   | 80.3           | 181        | 142        | 39         | 3801                    | 13                   | 56         | 360        | 122                          |
| 2004                                                                            | 688 000   | 857 071   | 80.3           | 188        | 153        | 35         | 3659                    | 13                   | 50         | 354        | 122                          |
| 2006                                                                            | 688 000   | 857 071   | 80.3           | 179        | 143        | 36         | 3843                    | 14                   | 56         | 334        | 120                          |
| 2012                                                                            | 714 000   | 867 000   | 82.4           | 159        | 131        | 28         | 4490                    | 21                   | 57         | 265        | 120                          |
| 2015                                                                            | 723 200   | 879 000   | 82.3           | 147        | 128        | 19         | 4919                    | 23                   | 43         | 248        | 120                          |
| 2018                                                                            | 730 000   | 957 700   | 76.2           | 126        | 110        | 16         | 5793                    | 25                   | 31         | 205        | 118                          |
| 2020                                                                            | 739 600   | 970 000   | 76.2           | 126        | 111        | 15         | 5870                    | 26                   | 66         | 244        | 118                          |
| 2022                                                                            | 677 000   | 957 291   | 70.7           | 128        | 113        | 15         | 5289                    | 29                   | 41         | 216        | 118                          |
| Fuente: Catholic-Hierarchy, que a su vez toma los datos del Anuario Pontificio. |           |           |                |            |            |            |                         |                      |            |            |                              |

## Episcopologio
- San Massimino †
- San Sidonio †
- Triferio? † (antes de 396-después de 401)[nota 1]
- Lazzaro † (circa 408-circa 411 renunció)[nota 2]
- San Basilio † (antes de 475-después de 494)
- San Menelfalo † (fines del siglo V)[nota 3]
- Massimo † (antes de 524-después de 541)
- Avolo † (antes de 549-después de 554)
- Francone † (en la época del rey Sigeberto I)[nota 4]
- Pienzio † (antes de 581-después de 585)
- Protasio † (antes de 596-después de 636?)
- Anonimo † (mencionado en 794)
- Benedetto † (mencionado en 828)
- Onorato? † (mencionado en 867)[nota 5]
- Rotberto I † (antes de 878-después de 879)
- Matfrido † (mencionado en 886 o 887)
- Odolrico † (antes de 928-después de diciembre de 947)
- Israele † (mencionado en octubre de 949)
- Silvestro † (antes de 966 circa-después de 979)
- Amalric I † (antes de 991-después de 1012 circa)
- Ingilramno † (mencionado en 1014)[nota 6]
- Pons I di Châteaurenard † (mencionado en 1019)
- Amalric II † (mencionado en marzo de 1032)
- Pierre I † (1032-después de 1048)
- Pons II de Châteaurenard † (antes de 1053-después de enero de 1056)
- Rostan de Fos † (1056 o 1057-1082 renunció)
- Pierre II Gaufridi † (antes del 27 de mayo de 1082-1101 falleció)
- Pierre III † (antes del 28 de marzo de 1102[nota 7]-después de 1112)
- Fouques † (antes de marzo de 1118-1131 o 1132 falleció)
- Pons de Lubières † (15 de mayo de 1132-después de 1157)
- Pierre IV † (antes de 1162-1165 falleció)
- Hugues de Montlaur † (1165-después de 1174)
- Bertrand di Roquevaire † (antes de julio de 1178-después de mayo de 1179)
- Henri † (antes de abril de 1180-circa 1886 falleció)
- Gui de Fos † (agosto de 1186-12 de marzo de 1212 falleció)
- Bermond Cornut † (antes de diciembre de 1212-7 de abril de 1223 falleció)
- Raimond Audibert † (1223-7 de marzo de 1251 renunció)
- Philippe † (abril de 1251-10 de febrero de 1257 falleció)
- Vicedomino Vicedomini † (22 de julio de 1257-3 de junio de 1273 nombrado cardenal obispo de Palestrina)
- Grimier Vicedominus † (13 de enero de 1274-30 de noviembre de 1282 falleció)
- Rostan de Noves † (14 de agosto de 1283-30 de enero de 1311 falleció)
- Guillaume de Mandagout † (26 de mayo de 1311-24 de diciembre de 1312 nombrado cardenal obispo de Palestrina)
- Robert de Mauvoisin † (6 de agosto de 1313-1318 renunció)
- Pierre des Prés † (11 de septiembre de 1318-20 de diciembre de 1320 nombrado cardenal presbítero de Santa Pudenciana)
- Pierre Auriol, O.F.M. † (27 de febrero de 1321-10 de enero de 1322 falleció)
- Jacques di Concos, O.P. † (9 de julio de 1322-1 de mayo de 1329 falleció)
- Armand di Narcès † (19 de julio de 1329-21 de julio de 1348 falleció)
- Arnaud Bernard du Pouget † (14 de agosto de 1348-16 de junio de 1361 nombrado patriarca de Alejandría)
- Jean Peissoni † (2 de agosto de 1361-10 de octubre de 1368 falleció)
- Giraud di Pousillac † (4 de diciembre de 1368-23 de mayo de 1379 falleció)
- Jean d'Agout † (1 de junio de 1379-22 de septiembre de 1394 falleció)
- Thomas de Puppio † (22 de diciembre de 1396-10 de febrero de 1420 falleció)
  - Guillaume Fillastre † (13 de noviembre de 1420[nota 8]-1421 renunció) (administrador apostólico)
- Avignone Nicolai, O.P. † (3 de julio de 1422-15 de junio de 1443 falleció)
- Robert Roger † (10 de julio de 1443-1447 falleció)
- Robert Damiani, O.F.M. † (23 de octubre de 1447-1460 renunció)
- Olivier de Pennart, O.S.A. † (8 de agosto de 1460-28 de enero de 1484 falleció)
- Philippe Herbert † (27 de febrero de 1484-14 de octubre de 1499 falleció)
  - André d'Espinay † (octubre de 1499-13 de mayo de 1500 renunció) (administrador apostólico)
- Christophe di Brillac † (13 de mayo de 1500-22 de septiembre de 1503 o 19 de enero de 1504 nombrado arzobispo titular de Traianópolis de Ródope)[nota 9]
- François di Brillac † (22 de diciembre de 1504-17 de enero de 1506 falleció)
- Pierre Filhol † (9 de marzo de 1506-22 de enero de 1541 falleció)
- Antoine Filhol † (22 de enero de 1541 por sucesión-2 de diciembre de 1550 falleció)
- Jean de Saint-Chamond † (19 de enero de 1551-11 de diciembre de 1566 depuesto)
- Lorenzo Strozzi † (6 de febrero de 1568-14 de diciembre de 1571 falleció)
- Giuliano de' Medici † (29 de mayo de 1572 o 1574-1575 renunció)[nota 10]
- Alessandro Canigiani † (28 de marzo de 1576-21 de marzo o 31 de mayo de 1591 falleció)
- Gilbert Génébrard, O.S.B. † (10 de mayo de 1591-16 de febrero o 14 de marzo de 1597 falleció)
- Paul Hurault de L'Hôpital † (10 de marzo de 1599-8 de septiembre de 1624 falleció)
- Gui Hurault de L'Hôpital † (8 de septiembre de 1624 por sucesión-3 de diciembre de 1625 falleció)
- Alphonse-Louis du Plessis de Richelieu, O.Cart. † (27 de abril de 1626-27 de noviembre de 1628 nombrado arzobispo de Lyon)
- Louis de Bretel † (6 de octubre de 1631-27 de marzo de 1644 falleció)
- Michele Mazzarino, O.P. † (10 de julio de 1645-31 de agosto de 1648 falleció)
- Girolamo Grimaldi-Cavalleroni † (30 de agosto de 1655-4 de noviembre de 1685 falleció)
  - Sede vacante (1685-1693)
  - Charles Le Goux de la Berchère (13 de noviembre de 1685-31 de enero de 1687 nombrado arzobispo de Albi) (arzobispo electo)[nota 11]
- Daniel de Cosnac † (9 de noviembre de 1693[nota 12]-20 de enero de 1708 falleció)
- Charles-Gaspard-Guillaume de Vintimille du Luc † (14 de mayo de 1708-17 de agosto de 1729 nombrado arzobispo de París)
- Jean-Baptiste de Brancas † (17 de agosto de 1729-30 de agosto de 1770 falleció)
- Jean-de-Dieu-Raymond de Boisgelin de Cucè † (17 de junio de 1771-antes del 7 de noviembre de 1801 renunció)
- Jérôme-Marie Champion de Cicé † (10 de abril de 1802-22 de agosto de 1810 falleció)
  - Sede vacante (1810-1817)
- Pierre-Ferdinand de Bausset-Roquefort † (1 de octubre de 1817-29 de enero de 1829 falleció)
- Charles-Alexandre de Richery † (27 de julio de 1829-15 de noviembre de 1830 falleció)
- Jacques Raillon † (24 de febrero de 1832-13 de febrero de 1835 falleció)
- Joseph Bernet † (1 de febrero de 1836-5 de julio de 1846 falleció)
- Pierre-Marie-Joseph Darcimoles † (12 de abril de 1847-11 de enero de 1857 falleció)
- Georges-Claude-Louis-Pie Chalandon † (19 de marzo de 1857-28 de febrero de 1873 falleció)
- Théodore-Augustin Forcade, M.E.P. † (25 de julio de 1873-12 de septiembre de 1885 falleció)
- François Xavier Gouthe-Soulard † (10 de junio de 1886-9 de septiembre de 1900 falleció)
- François-Joseph-Edwin Bonnefoy † (18 de abril de 1901-20 de abril de 1920 falleció)
- Maurice-Louis-Marie Rivière † (9 de julio de 1920-28 de septiembre de 1930 falleció)
- Emmanuel Coste † (28 de julio de 1931-18 de enero de 1934 falleció)
- Clément-Emile Roques † (24 de diciembre de 1934-11 de mayo de 1940 nombrado arzobispo de Rennes)
- Florent-Michel-Marie-Joseph du Bois de la Villerabel † (11 de mayo de 1940-13 de diciembre de 1944 renunció[nota 13])
- Charles-Marie-Joseph-Henri de Provenchères † (3 de noviembre de 1945-30 de noviembre de 1978 retirado)
- Bernard Louis Auguste Paul Panafieu † (30 de noviembre de 1978-24 de agosto de 1994 nombrado arzobispo coadjutor de Marsella)
- Louis-Marie Billé † (5 de mayo de 1995-10 de julio de 1998 nombrado arzobispo de Lyon)
- Claude Feidt † (17 de junio de 1999-29 de marzo de 2010 renunció)
- Christophe Dufour (29 de marzo de 2010 por sucesión-5 de julio de 2022 retirado)
- Christian Delarbre, desde el 5 de julio de 2022